# Kulihanda
Kulihanda là một thị trấn thống kê (census town) của quận Hugli thuộc bang Tây Bengal, Ấn Độ.

## Nhân khẩu
Theo điều tra dân số năm 2001 của Ấn Độ, Kulihanda có dân số 13.051 người. Phái nam chiếm 51% tổng số dân và phái nữ chiếm 49%. Kulihanda có tỷ lệ 69% biết đọc biết viết, cao hơn tỷ lệ trung bình toàn quốc là 59,5%: tỷ lệ cho phái nam là 75%, và tỷ lệ cho phái nữ là 62%. Tại Kulihanda, 12% dân số nhỏ hơn 6 tuổi.